# Ranti Dikgale
Ranti Marvin Dikgale (* 12. Juli 1987 in Phalaborwa) ist ein südafrikanischer Sprinter, der sich auf den 400-Meter-Lauf spezialisiert hat.

## Sportliche Laufbahn
Erste Erfahrungen bei internationalen Meisterschaften sammelte Ranti Dikgale bei den IAAF World Relays 2019 in Yokohama, bei denen er mit der südafrikanischen 4-mal-400-Meter-Staffel in 3:05,32 min den sechsten Platz belegte. Anschließend nahm er in der Staffel an den Afrikaspielen in Rabat teil und gewann dort in 3:03,18 min die Silbermedaille hinter dem Team aus Botswana. Auch bei den Weltmeisterschaften in Doha war er Teil der Staffel, die mit 3:02,06 min im Vorlauf ausschied. Bei den World Athletics Relays 2021 im polnischen Chorzów wurde er in 3:05,76 min Fünfter in der 4-mal-400-Meter-Staffel und verpasste in der Mixed-Staffel mit neuem Landesrekord von 3:19,18 min den Finaleinzug.

## Persönliche Bestzeiten
- 200 Meter: 21,33 s (−0,3 m/s), 4. April 2017 in Potchefstroom
- 400 Meter: 45,66 s, 12. April 2017 in Pretoria